# Puig Rodó (les Preses)
El Puig Rodó és una muntanya de 934 metres que es troba al municipi de les Preses, a la comarca catalana de la Garrotxa.